# Decetiodes
Decetiodes is een geslacht van vlinders van de familie Uraniavlinders (Uraniidae), uit de onderfamilie Epipleminae.

## Soorten
- D. alternata Warren, 1904
- D. fallax Warren, 1897
- D. maculata Warren, 1901
- D. metallica Warren, 1904